# 상하이 항공의 운항 노선
2020년 4월 기준으로, 아래는 상하이 항공의 취항지 목록이다.

## 운항 노선

### 아시아

#### 동아시아
- 중화인민공화국
  - 베이징시
    - 베이징 - 베이징 서우두 국제공항

  - 상하이시
    - 상하이 - 상하이 푸둥 국제공항 허브
    - 상하이 - 상하이 훙차오 국제공항 허브

  - 간쑤성
    - 란저우 - 란저우 중촨 국제공항

  - 광둥성
    - 광저우 - 광저우 바이윈 국제공항
    - 선전 - 선전 바오안 국제공항
    - 제양 - 제양 차오산 국제공항
    - 잔장 - 잔장 공항

  - 광시 성
    - 구이린 - 구이린 량장 국제공항
    - 난닝 - 난닝 우수 국제공항

  - 구이저우성
    - 구이양 - 구이양 룽둥바오 국제공항

  - 랴오닝성
    - 다롄 - 다롄 저우수이쯔 국제공항
    - 선양 - 선양 타오셴 국제공항
    - 진저우 - 진저우 공항

  - 산둥성
    - 옌타이 - 옌타이 라이산 국제공항
    - 지난 - 지난 야오창 국제공항
    - 칭다오 - 칭다오 류팅 국제공항
    - 린이 - 린이 치양 공항
    - 웨이하이 - 웨이하이 다슈이보 공항
    - 지닝 - 지닝 공항

  - 산시성
    - 시안 - 시안 셴양 국제공항
    - 타이위안 - 타이위안 우수 국제공항

  - 쓰촨성
    - 청두 - 청두 솽류 국제공항
    - 몐양 - 몐양 공항

  - 안후이성
    - 허페이 - 허페이 신차오 국제공항
    - 황산 - 황산 툰시 국제공항

  - 윈난성
    - 쿤밍 - 쿤밍 창수이 국제공항
    - 리장 - 리장 공항

  - 장쑤성
    - 난징 - 난징 루커우 국제공항

  - 장시성
    - 난창 - 난창 창베이 국제공항

  - 저장성
    - 항저우 - 항저우 샤오산 국제공항
    - 원저우 - 원저우 용창 공항

  - 지린성
    - 창춘 - 창춘 롱자 국제공항
    - 옌지 - 옌지 차오양촨 공항

  - 충칭시
    - 충칭 - 충칭 장베이 국제공항
    - 완저우 - 완저우 용창 국제공항

  - 칭하이성
    - 시닝 - 시닝 차오차바오 공항

  - 톈진시
    - 톈진 - 톈진 빈하이 국제공항

  - 푸젠성
    - 샤먼 - 샤먼 가오치 국제공항
    - 푸저우 - 푸저우 창러 국제공항

  - 하이난성
    - 싼야 - 싼야 피닉스 국제공항
    - 하이커우 - 하이커우 메이란 국제공항

  - 허난성
    - 정저우 - 정저우 신정 국제공항

  - 허베이성
    - 스자좡 - 스자좡 정딩 국제공항

  - 헤이룽장성
    - 하얼빈 - 하얼빈 타이핑 국제공항

  - 후난성
    - 창사 - 창사 황화 국제공항

  - 후베이성
    - 우한 - 우한 톈허 국제공항
    - 샹양 - 샹양 류지 공항
    - 이창 - 이창 공항

  - 내몽골 자치구
    - 후허하오터 - 후허하오터 바이타 국제공항
    - 바오터우 - 바오터우 공항

  - 닝샤 후이족 자치구
    - 인촨 - 인촨 허동 공항

  - 신장 위구르 자치구
    - 우루무치 - 우루무치 디워푸 국제공항
- 마카오
  - 마카오 - 마카오 국제공항
- 홍콩
  - 홍콩 - 홍콩 첵랍콕 국제공항
- 대한민국
  - 서울
    - 인천국제공항
    - 김포국제공항

  - 부산 - 김해국제공항
- 일본
  - 도쿄 - 하네다 국제공항
  - 오사카 - 간사이 국제공항
  - 도야마 - 도야마 공항
- 중화민국
  - 타이베이 - 타이베이 쑹산 공항

#### 동남아시아
- 말레이시아
  - 쿠알라룸푸르 - 쿠알라룸푸르 국제공항
  - 코타키나발루 - 코타키나발루 국제공항
- 인도네시아
  - 덴파사르 - 응우라라이 국제공항
- 태국
  - 방콕 - 수완나품 국제공항
  - 끄라비 - 끄라비 국제공항 계절편
  - 치앙마이 - 치앙마이 국제공항
  - 푸껫 - 푸껫 국제공항

#### 남아시아
- 몰디브
  - 말레 - 말레 국제공항 계절편

### 유럽

#### 동유럽
- 헝가리
  - 부다페스트 - 부다페스트 페리 헤지 국제공항

## 단항 노선

### 아시아

#### 동아시아
- 중화인민공화국
  - 안후이성
    - 안칭 - 안칭 톈주산 공항

  - 윈난성
    - 디칭 - 디칭 샹그릴라 공항
    - 쿤밍 - 쿤밍 우자바 국제공항

  - 장시성
    - 지우장 - 지우장 루샨 공항
    - 징강산 - 징강산 공항

  - 저장성
    - 황옌 - 타이저우 루차오 공항

  - 푸젠성
    - 진장 - 콴저우 진장 국제공항

  - 허베이성
    - 허페이 - 허페이 뤄강 국제공항

#### 동남아시아
- 베트남
  - 하노이 - 노이바이 국제공항
  - 다낭 - 다낭 국제공항
  - 호치민 시 - 떤선녓 국제공항
- 캄보디아
  - 프놈펜 - 프놈펜 국제공항
- 필리핀
  - 세부 - 막탄 세부 국제공항

### 유럽

#### 동유럽
- 러시아
  - 블라디보스토크 - 블라디보스토크 국제공항

### 오세아니아

#### 미크로네시아
- 북마리아나 제도
  - 사이판 - 사이판 국제공항